# El Hijo del Vikingo
Emmanuel Roman Morales (Puebla de Zaragoza, 29 de abril de 1997), mais conhecido pelo seu nome de ringue El Hijo del Vikingo, é um lutador profissional mexicano atualmente contratado pela WWE sob a bandeira da Lucha Libre AAA Worldwide (AAA). Ele é o atual campeão mega da AAA, e seu primeiro reinado foi o mais longo da história, com 833 dias de duração. Ele também faz aparições na All Elite Wrestling (AEW), Ring of Honor (ROH) e Total Nonstop Action Wrestling (TNA).

## Carreira na luta livre profissional

### Lucha Libre AAA Worldwide (2017–presente)

#### Los Jinetes del Aire(2017–2021)
Vikingo fez sua estreia no circuito independente e foi derrotado por Pequeno Cobra com a ajuda de Guerrerito de Plata, Memin Pinguin, Nube Negra, Pequeno Joker, Pequeno Kraneo, Alebrije e Vega Streetfighter.
Em 2017, ele começou a trabalhar em tempo integral para a Lucha Libre AAA Worldwide (AAA), inicialmente inicialmente competindo em lutas de abertura de eventos. Na Triplemanía XXV, El Hijo del Vikingo fez equipe com Angelikal e The Tigger para derrotar Angel Mortal Jr., Tiger Boy e Villano III Jr. na final do La Llave a la Gloria. Na mesma noite, ele foi anunciado como vencedor do torneio, ao lado de Ashley e Angelikal, mas o diretor de talento da AAA, Vampiro, anunciou que os quatorze finalistas receberiam todos um contrato com a promoção.
Em 18 de novembro de 2018, Vikingo fez equipe com Angelikal e Laredo Kid para derrotar El Nuevo Poder del Norte (Carta Brava Jr., Tito Santana e Mocho Cota Jr.). Na mesma noite, o trio exigiu uma luta pelo Campeonato Mundial de Trios da AAA. Em dezembro, no Guerra de Titanes, o trio (com Angelikal trocando de gimmick para Myzteziz Jr. na mesma noite) derrotou El Nuevo Poder del Norte novamente para conquistar os títulos. A partir de 2019, o trio passou a ser conhecido como Los Jinetes del Aire ("Os Cavaleiros do Ar"). Em 9 de junho de 2019, Vikingo desafiou Laredo Kid pelo Campeonato Mundial dos Pesos-Médios da AAA, mas foi derrotado. Antes da Triplemanía XXVIII, Laredo Kid deixou o Campeonato Mundial de Trios da AAA vago para focar em sua carreira solo, seguindo o conselho de La Parka. Golden Magic o substituiu no trio. No evento, o trio conquistou o título vago em uma luta three-way de equipes, que incluiu El Nuevo Poder del Norte e Las Fresas Salvajes (Pimpinela Escarlata, Mamba e Máximo). Mais tarde, Golden Magic mudaria sua gimmick para Octagon Jr. No Guerra de Titanes, Myzteziz Jr. e El Hijo del Vikingo desafiaram sem sucesso os Campeões Mundiais de Duplas da AAA, Lucha Brothers (Fénix e Pentagón Jr.), em uma luta que também contou com Australian Suicide e Rey Horus. Em 22 de fevereiro de 2020, Los Jinetes del Aire defenderam com sucesso o Campeonato Mundial de Trios da AAA contra Los Mercenarios (La Hiedra, Rey Escorpión e Taurus). O trio fez uma segunda defesa bem-sucedida no episódio de 2 de maio do Fusion da Major League Wrestling, contra Injustice (Jordan Oliver, Kotto Brazil e Myron Reed).
Após quase um ano de afastamento devido à pandemia de COVID-19, Vikingo retornou ao ringue no episódio de 12 de fevereiro de 2021 do AAA on Space, fazendo equipe com Psycho Clown para derrotar Chessman e Rey Escorpión. No episódio de 8 de maio do AAA on Space, Los Jinetes del Aire perderam o Campeonato Mundial de Trios da AAA para Los Mercenarios (El Texano Jr., La Hiedra e Rey Escorpión). Na Triplemanía XXIX e no Héroes Inmortales XIV, Vikingo e Laredo Kid desafiaram sem sucesso os Lucha Brothers (Fénix e Pentagón Jr.) pelos Campeonatos Mundiais de Duplas da AAA.

#### Campeão Mega da AAA e lesão (2021–2024)
Vikingo estava programado para enfrentar Kenny Omega pelo Campeonato Mega da AAA na Triplemanía Regia II, porém, Omega foi forçado a desistir da defesa do título e a deixá-lo vago devido à necessidade de múltiplas cirurgias. Em 22 de novembro de 2021, a AAA anunciou que um novo campeão seria determinado em uma luta five-way no evento. Em 4 de dezembro de 2021, durante a Triplemanía Regia II, Vikingo derrotou Samuray Del Sol, Bobby Fish, Jay Lethal e Bandido para conquistar o vago Campeonato Mega da AAA. No dia seguinte, ele fez sua primeira defesa bem-sucedida do título, derrotando Laredo Kid.
Vikingo começou 2022 com defesas consecutivas do Campeonato Mega da AAA, derrotando Aramis no episódio de 27 de janeiro de 2022 do MLW Azteca e Johnny Superstar no Rey de Reyes. Na Triplemanía XXX: Monterrey, em 30 de abril, Vikingo fez equipe com Fénix, mas a dupla foi derrotada pelos The Young Bucks. No evento seguinte, Triplemanía XXX: Tijuana, em 18 de junho, Vikingo também saiu derrotado, falhando em conquistar o Campeonato Mundial dos Pesos Médios e o Campeonato Latino-Americano da AAA em uma luta five-way, vencida por Fénix. No entanto, na Triplemanía XXX: Ciudad de México, em 15 de outubro, Vikingo conseguiu defender com sucesso o Campeonato Mega da AAA contra Fénix, em uma luta onde os títulos dos pesos-médios e Latino-Americanos não estavam em disputa. Apesar de um ano misto em termos de resultados, Vikingo foi classificado em oitavo lugar na lista da Pro Wrestling Illustrated PWI 500 de 2022, a mais alta colocação de um lutador mexicano desde Alberto Del Rio em 2013. Após sofrer uma lesão, Vikingo foi forçado a deixar o título vago no dia 17 de março de 2024, encerrando seu reinado com 833 dias como campeão.

#### Afiliação com a WWE (2025–presente)
Em 19 de abril de 2025, durante o fim de semana da WrestleMania 41, o contrato de El Hijo del Vikingo foi adquirido pela WWE, que também comprou toda a promoção envolvida. Na Noite 1 da WrestleMania, Vikingo esteve à beira do ringue durante a luta entre Rey Fénix e El Grande Americano. Ele se envolveu fisicamente com Americano após o mesmo ter usado trapaça para vencer a luta.

### Total Nonstop Action Wrestling (2018–2025)
Devido à aliança da AAA com a promoção americana Impact Wrestling, Vikingo fez uma aparição especial na edição de 12 de janeiro de 2019 do TNA Impact!, gravada entre 11 e 12 de janeiro de 2019 no Frontón México Entertainment Center na Cidade do México. Nessa edição, ele foi derrotado pelo campeão da X Division do Impact, Rich Swann. Além disso, Vikingo formou uma equipe com Aero Star, Psycho Clown e Puma King em uma Elimination Match, onde derrotaram Eddie Edwards, Eli Drake, Fallah Bahh e Sami Callihan, conquistando a Impact World Cup.
Em 27 de outubro de 2024, após retornar recentemente às competições no ringue após uma lesão no joelho, foi relatado que Vikingo havia sofrido uma lesão na perna durante uma gravação do Impact!.

### All Elite Wrestling / Ring of Honor (2023–2025)

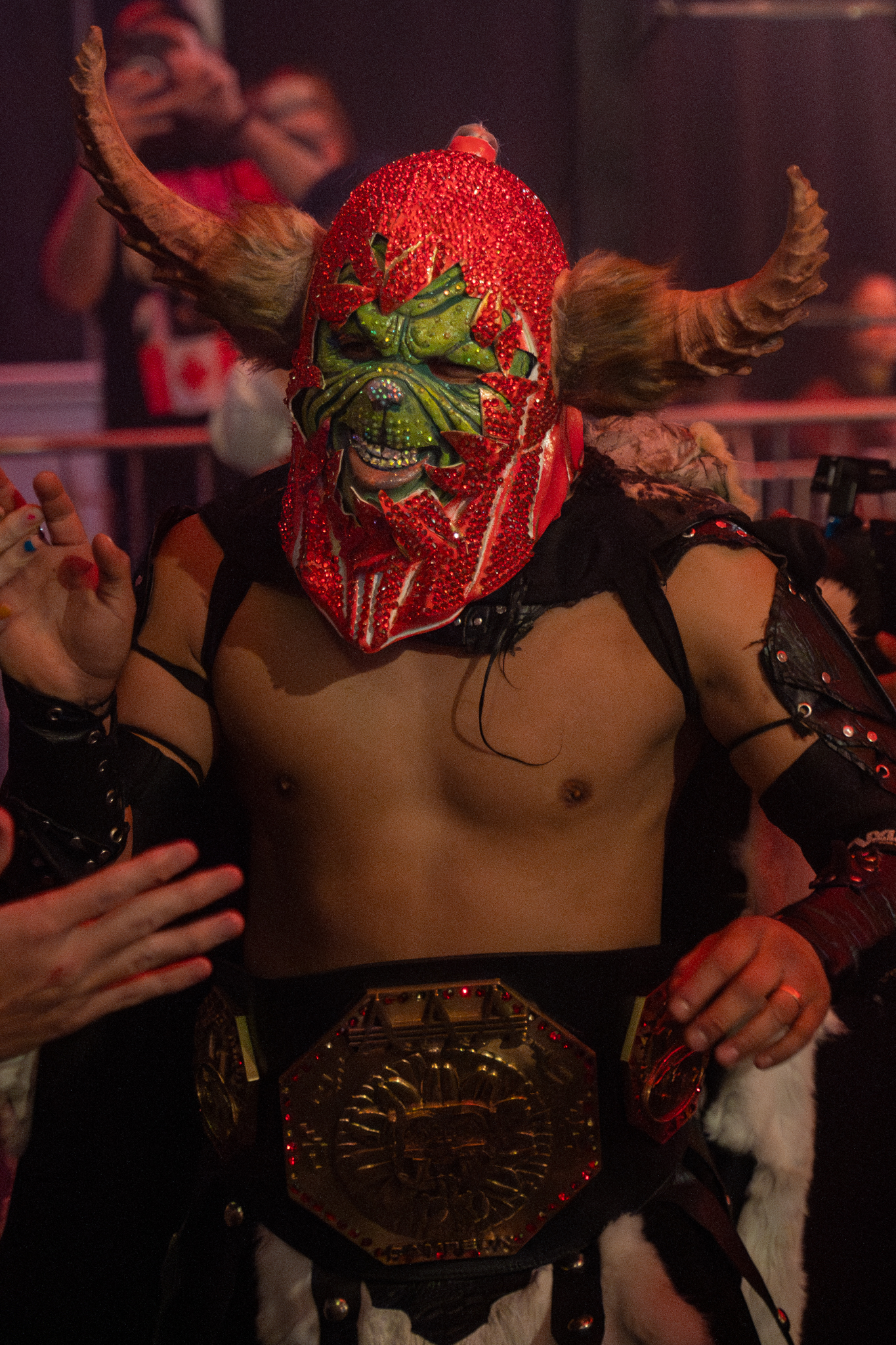
Vikingo, em 2024, usando uma máscara de entrada.

Vikingo fez sua estreia na All Elite Wrestling (AEW) na edição de 22 de março de 2023 do Dynamite, onde foi derrotado por Kenny Omega no evento principal. Em 30 de março, Vikingo fez sua estreia na promoção irmã da AEW, a Ring of Honor (ROH), derrotando Blake Christian. No Supercard of Honor, no dia seguinte, Vikingo defendeu com sucesso o seu Campeonato Mega da AAA contra Komander. Apesar de suas aparições regulares, Vikingo não é um membro oficial do plantel da AEW, e de acordo com Konnan, ele é um dos poucos talentos da AAA que a AEW ainda não contratou. Ao longo de 2023, Vikingo lutou nos programas Collision e Rampage, geralmente formando equipes com os Lucha Brothers ou Komander em combates de trios. No Holiday Bash, Vikingo manteve seu Campeonato Mega da AAA ao derrotar Black Taurus. No episódio de 3 de janeiro de 2024 do Dynamite, Vikingo competiu em uma luta four-way por uma oportunidade de enfrentar Eddie Kingston pelo Campeonato Continental da AEW, mas a luta foi vencida por Trent Beretta. No episódio de 24 de janeiro de 2024 do Rampage, Vikingo participou novamente de uma luta four-way, chamada de Freshly Squeezed Four-Way, pela chance de enfrentar Orange Cassidy pelo Campeonato Internacional da AEW, mas a vitória ficou com Komander. Até janeiro de 2025, esta foi a última aparição de Vikingo na AEW.

## Vida pessoal
Morales tem pelo menos dois filhos de relacionamentos anteriores, sendo um deles com a luchadora Hades.

## Títulos e prêmios
- The Crash Lucha Libre

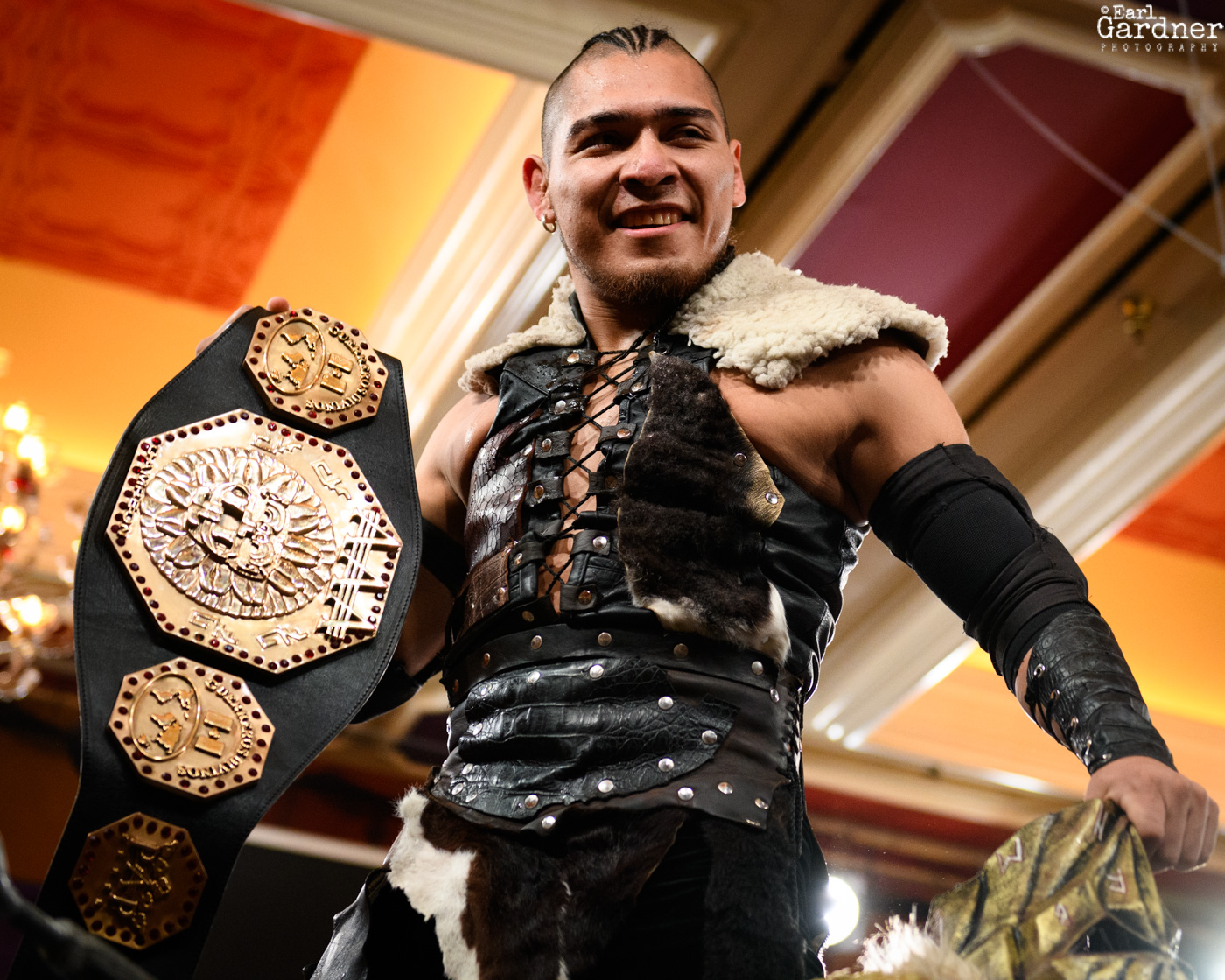
Vikingo como campeão mega da AAA em 2023.

  - The Crash Heavyweight Championship (1 vez)
- ESPN
  - ESPN o colocou em #4º dos 30 melhores lutadores profissionais com menos de 30 anos em 2023[29]
- Dreamwave Wrestling
  - Dreamwave Alternative Championship (1 vez)
- Impact Wrestling
  - Impact World Cup of Wrestling (2019) – com Aero Star, Puma King e Psycho Clown
- Lucha Libre AAA Worldwide
  - AAA Mega Championship (2 vezes, atual)
  - AAA World Trios Championship (2 vezes) – com Laredo Kid e Myzteziz Jr. (1)[1] e Golden Magic e Myzteziz Jr. (1)
  - Torneio Llave a la Gloria (2017) – com Ashley e Angelikal
  - Copa Antonio Peña (2019)[30]
  - Lucha Capital (2019 - Masculino)[31]
  - Copa Hijo del Perro Aguayo (2021)[32]
  - Rey de Reyes (2024)
- Pro Wrestling Illustrated
  - PWI o colocou na #5ª posição dos 500 melhores lutadores individuais no PWI 500 em 2023[33]
- Sports Illustrated
  - Sports Illustrated o classificou como #7º dos 10 melhores lutadores de 2022[34]
- Warrior Wrestling
  - Warrior Wrestling Lucha Championship (1 vez)[35]
- Wrestling Observer Newsletter
  - MVP do México (2021, 2022)[36][37]
  - MVP dos não-pesos-pesados (2022, 2023)[36][37][38]
  - Melhor Lutador Aéreo (2022, 2023)[36][37][38]